# Comuna Velîki Berejți, Kremeneț
Velîki Berejți (în ucraineană Великі Бережці) este o comună în raionul Kremeneț, regiunea Ternopil, Ucraina, formată din satele Hotivka, Ikva, Mali Berejți și Velîki Berejți (reședința).

## Demografie
Componența lingvistică a comunei Velîki Berejți
     Ucraineană (98,4%)
     Rusă (1,46%)
     Alte limbi (0,09%)
Conform recensământului din 2001, majoritatea populației comunei Velîki Berejți era vorbitoare de ucraineană (98,4%), existând în minoritate și vorbitori de rusă (1,46%).